# Taking Tiger Mountain (By Strategy)
Taking Tiger Mountain (By Strategy) é o segundo álbum solo do músico inglês Brian Eno (creditado simplesmente como "Eno" na capa). Foi lançado pela Island Records em novembro de 1974. Diferente de seu álbum anterior, Here Come the Warm Jets,  Eno compõs com uma banda de cinco instrumentistas (distribuídos em teclado, guitarra, baixo, bateria e percussões), e colaborou com menos músicos convidados. No entanto, o guitarrista Phil Manzanera (que tocou com Eno na banda Roxy Music) participou deste álbum. Para ajudar a guiar e inspirar a produção, Eno e o pintor britânico Peter Schmidt desenvolveram cartões de instrução chamados "Estratégias oblíquas" que foram consultados ao longo do processo criativo do álbum.
Taking Tiger Mountain é um álbum conceitual com uma abordagem mais livre, uma vez que aborda temas de época que incluem espionagem na Guerra Fria e a revolução comunista chinesa. A música do álbum tem um tom otimista e animado, mas com temas sombrios nas letras. Ele não alcançou as paradas do Reino Unido ou dos Estados Unidos, mas gerou discussões na imprensa dedicada ao rock. O álbum recebeu muita atenção da crítica, com opiniões diversas sobre seu estilo e qualidade em comparação com o anterior álbum de estreia. Foi reeditado em uma versão remasterizada em 2004 pela Virgin Records.

## Produção
O álbum foi inspirado por uma série de cartões postais de uma "ópera revolucionária" chinesa, intitulada Taking Tiger Mountain by Strategy. Eno descreveu sua compreensão do título como  "um tipo de dicotomia entre o arcaico e o progressivo. Metade tomando a Montanha do Tigre - aquela sensação física da Idade Média de tomar uma posição militar - e a outra metade 'por estratégia' - isso era muito, muito a forma de pensar do século XX em uma interação tática dos sistemas".

Para explorar ainda mais as possibilidades de cenário do estúdio, Eno e seu amigo Peter Schmidt desenvolveram os distintos cartões de instrução, chamados Estratégias Oblíquas. Esse material iria acompanhar Eno por toda a sua carreira daí em diante, o levando a utilizar as estratégias em vários álbuns de sua discografia (como Another Green World) bem como outros em que colaborou, como Low, de David Bowie; é possível que no exercício de nomear o método dos cartões, Eno tenha sido influenciado pela própria parte do nome da ópera "...(por Estratégia)" que também dá o nome do álbum como já mencionado. Durante a gravação, ele permitiu que os cartões ditassem a próxima ação desconsiderada nos processos criativos, assim como fazia uso deles quando ficava sem ideias.  Descrevendo as letras do álbum como uma expressão de "idiot glee"(um termo cunhado pelo próprio Peter Schmidt para descrever um sentimento de "pura alegria louca pelo mundo"), os compositores acabaram expandindo as cartas das Estratégias Oblíquas para mais de 100 "dilemas que valem a pena", que seriam usadas em quase todas as suas futuras gravações e produções.  Schmidt também projetou a capa do álbum, que consiste em quatro cópias de uma edição de mil e quinhentas de suas litografias únicas, bem como algumas Polaroids de Brian Eno, creditadas na capa do álbum ao fotógrafo Lorenz Zatecky.

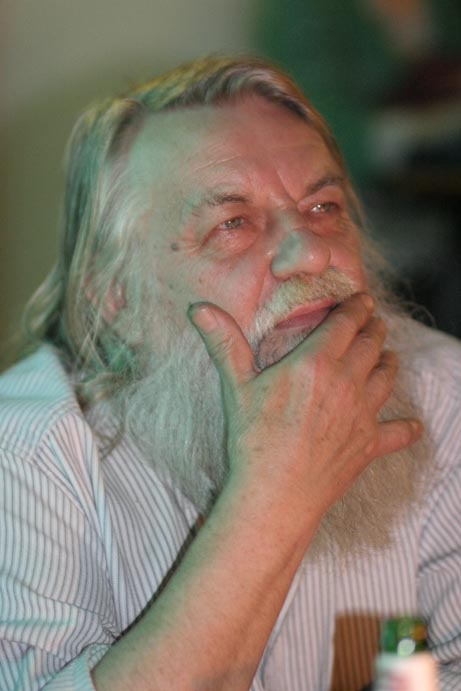
O ex-vocalista da banda Soft Machine, Robert Wyatt.

Phil Manzanera, ex-colega de banda de Eno na Roxy Music, comentou positivamente sobre a experiência de gravação:
...apenas fazíamos qualquer coisa que tínhamos vontade de fazer naquele tempo. O engenheiro que nos ajudou, Rhett Davies, também fez Diamond Head,801 Live e Quiet Sun, então éramos como uma família. Houve muitas experiências e muitas horas gastas com Brian Eno, eu e Rhett na sala de controle fazendo todas as coisas que eventualmente evoluíram para as cartas, as Estratégias Oblíquas, e foi muito divertido. 
Eno trabalhou com um núcleo de músicos em Taking Tiger Mountain. O grupo consistia de Manzanera, da Roxy Music, Brian Turrington e Freddie Smith, do The Winkies, e o ex-vocalista da Soft Machine, Robert Wyatt.  Durante o mesmo período, Eno estava produzindo o álbum de Robert Calvert, Lucky Leif and Longships, e a maioria dos músicos de Taking Tiger Mountain também estavam envolvidos nesse projeto. Vários convidados também tocaram em músicas selecionadas do álbum, incluindo Andy Mackay da Roxy Music e a Portsmouth Sinfonia, uma orquestra em que Eno havia tocado clarinete. A filosofia da orquestra permitia que qualquer pessoa participasse, desde que essa pessoa não tivesse experiência com o instrumento a ser tocado. Para o baterista convidado Phil Collins, Eno pediu uma participação do grupo Genesis. Uma vez que Eno ajudou na produção do álbum The Lamb Lies Down, o vocalista do Genesis, Peter Gabriel, perguntou como eles poderiam retribuir o favor. Eno olhou para Collins, dizendo que precisava de um baterista, então Collins tocou bateria em "Mother Whale Eyeless". 

## Música e Letras
O som de Taking Tiger Mountain (By Strategy) tem sido descrito como mais otimista e animado do que o presente no álbum de estreia de Eno, enquanto as letras são descritas como tendo temas mais sombrios.   As letras do álbum foram avaliadas como "extraordinariamente escritas e, muitas vezes, engraçadas", ou como de "rimas rápidas, dísticos excêntricos, exigências abruptas e declarações implacáveis". Para criar as letras, Eno mais tarde tocou as faixas instrumentais das canções, cantando sílabas sem sentido para si mesmo, para então aos poucos formar palavras, frases e significados reais.  Este método de escrita de letras foi usado para todas as suas gravações contendo vocais dos anos 70. 
Referências à China tem presença recorrente nas canções do álbum, incluindo "Burning Airlines Give You So Much More", "China My China" e "Taking Tiger Mountain".  Steve Huey da AllMusic descreveu que esses temas combinados com um modelo de álbum conceitual livre são "muitas vezes incompreensíveis, mas ainda sim lúdicos - em temas como espionagem, a revolução comunista chinesa e associações de sonhos".  Sobre o tema político nas letras e no título do álbum, Eno declarou  "Não sou maoísta nem nada disso; se eu sou algo, sou anti-maoísta". O álbum aborda vários temas esotéricos diferentes. A primeira faixa foi inspirada por um acidente de 1974 perto de Paris, envolvendo um Turkish Airlines DC-10, um dos piores acidentes aéreos da história.  A "The Fat Lady of Limbourg", descrita por Eno como uma "canção no estilo Burroughs" é sobre um asilo em Limbourg, na Bélgica, cujos moradores superaram a população da própria cidade. "The Great Pretender" descreve o estupro de uma dona de casa suburbana por uma máquina enlouquecida. "Third Uncle" foi referida como uma das primeiras canções predecessoras da música punk(isto é, uma canção de protopunk). A artista Judy Nylon é a Judy citada em "Back in Judy's Jungle".

## Lançamento
O álbum foi lançado em novembro de 1974, inicialmente divulgado em uma capa de gatefold. Nenhum single foi lançado para divulgar o álbum, com ele não alcançando posições de destaque nas paradas do Reino Unido ou dos Estados Unidos.  
Em 2004, Taking Tiger Mountain foi reeditado pela Virgin Records em forma digipak remasterizada .

## Recepção critica
| Críticas profissionais        | Críticas profissionais |
| Avaliações da crítica         | Avaliações da crítica  |
| Fonte                         | Avaliação              |
| ----------------------------- | ---------------------- |
| AllMusic                      | [ 9 ]                  |
| Blender                       | [ 18 ]                 |
| Entertainment Weekly          | B+                     |
| Mojo                          | [ 20 ]                 |
| Pitchfork                     | 10/10                  |
| The Rolling Stone Album Guide | [ 22 ]                 |
| Select                        | 4/5                    |
| Spin Alternative Record Guide |                        |
| Uncut                         | [ 24 ]                 |
| The Village Voice             | A−                     |

Assim como o álbum de estreia, e anterior de Eno, Taking Tiger Mountain (by Strategy) recebeu uma recepção positiva dos críticos. Escrevendo para o Village Voice, Robert Christgau deu ao álbum uma nota de A–, escrevendo "Cada corte neste claro, consistente e indescritível álbum proporciona prazer distinto no presente. Evidentemente, quando eles acabam, você não pensa neles do jeito que você faz com "Cindy Tells Me" e " Baby's on Fire "(em comparação a faixas do debut de Eno).  "Mas essa é apenas uma maneira do álbum ser modesto". Wayne Robbins, da Creem, elogiou Eno pela maneira como ele "enxerga elementos aparentemente imperceptíveis de várias formas que possam ser úteis para o fluxo do álbum". Robbins continuou: "Parece até que pode ser pretensioso; mas não é, porque Eno está confortável com essas pretensões"; concluindo que "um homem que escreve músicas como 'Burning Airlines Give You So Much More' já viu o futuro, e o futuro é uma Disney sonora chamada Brian Eno, que faz música nas quais você pode viver".  A revista Circus descreveu o álbum como "Sick!  Doente!  Doente!  Mas, oh-hh, como ele é bom! [...] está garantido para ser colocado na lista de mais ouvidos por psicopatas do mundo todo"... [Eno] leva você a uma espécie de dada-tour tour-de-force, satirizando e integrando todos os tipos de música possíveis".  O crítico Ed Naha, escrevendo para a Crawdaddy !, deu ao álbum uma crítica negativa, escrevendo "Muita da magia romantizada encontrada no primeiro LP de Eno está perdida neste terreno rochoso, sendo substituída por uma aura maçante e repetitiva que é realmente irritante."  Em 1975, o álbum foi eleito como um dos melhores do ano pela pesquisa crítica dirigida pela Village Voice, Pazz & Jop, na edição do mesmo ano.
Avaliações recentes do álbum foram ainda mais positivas, com AllMusic e Blender dando ao álbum cinco estrelas, suas maiores notas. Steve Huey, da AllMusic, comparou o álbum a Here Come the Warm Jets, escrevendo "não tão entusiasmado quanto Here Come the Warm Jets, o álbum é acessível através do domínio de Eno sobre a estrutura da música popular".  Douglas Wolk, da Blender, classificou-o como superior ao álbum anterior, chamando-o de "mais imediatamente agradável". A Select deu ao álbum uma nota de quatro em cinco estrelas, chamando-o de "excelente" e atribuindo destaque as músicas "Mother Whale Eyeless", "Put A Straw Under Baby" e "Third Uncle". Chris Jones, da BBC Music, classificou o álbum como "um trabalho de gênio, pois não conhece o significado de repetição" e "simplesmente pegou o Warm Jets e o refinou em um tom de estranheza mais suave".

## Lista de faixas
Todas as letras escritas por Brian Eno, exceto onde notado. 
| Lado A |                                          |         |  |
| N.º    | Título                                   | Duração |  |
| 1.     | "Burning Airlines Give You So Much More" | 3:18    |  |
| 2.     | "Back in Judy's Jungle"                  | 5:16    |  |
| 3.     | "The Fat Lady of Limbourg"               | 5:03    |  |
| 4.     | "Mother Whale Eyeless"                   | 5:45    |  |
| 5.     | "The Great Pretender"                    | 5:11    |  |

| Lado B         |                          |         |  |
| N.º            | Título                   | Duração |  |
| 1.             | "Third Uncle"            | 4:48    |  |
| 2.             | "Put a Straw Under Baby" | 3:25    |  |
| 3.             | "The True Wheel"         | 5:11    |  |
| 4.             | "China My China"         | 4:44    |  |
| 5.             | "Taking Tiger Mountain"  | 5:32    |  |
| Duração total: | Duração total:           | 48:14   |  |

Nota
- O Lado A das primeiras cópias de vinil termina com o som de grilos estridentes no interior do arranjo.[30]

## Créditos
| - Eno – vocais, eletrônicos, guitarra snake, teclados, produção - Phil Manzanera – guitarra, assistência de produção - Brian Turrington – baixo, piano na faixa 10 - Freddie Smith – baterias - Robert Wyatt – percussão, vocais de apoio Músicos convidados - Portsmouth Sinfonia – cordas na faixa 7 - Randi and the Pyramids – refrão na faixa 8 - The Simplistics – refrão nas faixas 2 e 10 - Andy Mackay – metais na faixa 3 - Phil Collins – bateria na faixa 4 - Polly Eltes – vocais na faixa 4 - Peter Schmidt – Estratégias oblíquas (com Brian Eno) e arte da capa. | Produção - Rhett Davies – engenharia - Robert Ash – assistência de engenharia - Denny Bridges (AIR) – engenharia de áudio - Jon Walls (AIR) – assistência de engenharia - Nicholas Pearson – auxílio especial - Bill Kelsey – equipamento especial - Simon Heyworth – mixagem - David Hill – Fita Ampex ATR 2Ch de playback com eletrônicos ARIA - John Bonis - tipografia, letras da capa |